# Kirk Brandon
Kirk Brandon (geboren 3 augustus 1956 te Westminster, Londen) is een Brits newwavezanger, gitarist en componist.

## Muzikale carrière
Kirk Brandon richtte drie groepen op. Zijn muzikale carrière startte in 1978 met de oprichting van de punkgroep The Pack.
In 1980 richtte hij de postpunk newwavegroep Theatre of Hate op. Hiermee verwierf hij internationale bekendheid, vooral met de single Do you believe in the Westworld.
Eind 1982 stopte Theatre of Hate. Kirk Brandon en Stan Stammers (in 1981 bij Theatre of Hate gekomen) richtten samen Spear of Destiny op. In 1986 verliet Stammers Spear of Destiny, maar Brandon bleef doorgaan. Spear of Destiny bestaat nog steeds. De verschillende groepen van Brandon hadden een stevige live-reputatie.
In 2003 deed Brandon een solo-tournee. Hij was ook lid van Dead Men Walking, een supergroep die tussen 2001 en 2006 vier albums uitbracht.
Sinds 2012 treedt Brandon terug op met zowel Spear of Destiny als Theatre of Hate.

## Persoonlijk leven
In 1987 werd bij Kirk Brandon het syndroom van Reiter vastgesteld, waardoor hij meer dan een jaar niet meer kon stappen.
In 1995 spande Brandon een proces aan tegen Boy George omdat deze in zijn autobiografie had geschreven dat hij en Brandon een seksuele relatie hadden gehad. Brandon ontkende dit, maar getuigen bevestigden dat ze vaak samen waren gezien. Brandon verloor het proces. Hij was intussen getrouwd en had een dochtertje. Na het proces verliet zijn vrouw hem en keerde terug naar haar geboorteland Denemarken, samen met hun dochtertje.
Brandon raakte daarna verslaafd aan antidepressiva. In 2008 spande hij een proces aan tegen het farmaceutisch bedrijf GlaxoSmithKline wegens de schadelijke effecten van het antidepressivum Seroxat. Brandon won deze zaak.
In 2009 had Brandon een aantal hartaanvallen en onderging hij een zware hartoperatie. Spear of Destiny zou in 2010 toch een nieuw album uitbrengen en ook optreden, ondanks de zeer wisselende gezondheidstoestand van Brandon. In 2011 werd vanwege Brandons gezondheidsproblemen een tournee met Stiff Little Fingers afgezegd.

### Websites
- Website van Kirk Brandon

### Muziek van Kirk Brandon

#### The Pack
- King of Kings
- Heathen

#### Theatre of Hate
- Do you believe in the Westworld
- The Hop
- Anniversary

#### Spear of Destiny
- Never take me alive
- Liberator
- Undertow - uit het album Omega Point

- Gemeinsame Normdatei: 134335546
- International Standard Name Identifier: 0000 0000 5548 4621
- Library of Congress Control Number: no98052608
- MusicBrainz: 2103f84a-f816-4353-a216-4f845bbf653c
- Virtual International Authority File: 61160428
- WorldCat: E39PBJhmQxpJQXFVQDCfXpm8G3